# Charette-Varennes
Charette-Varennes é uma comuna francesa na região administrativa de Borgonha-Franco-Condado, no departamento Saône-et-Loire. Estende-se por uma área de 16,47 km². Em 2010 a comuna tinha 462 habitantes (densidade: 28,1 hab./km²).